# Садреев, Игорь Вадимович
И́горь Вади́мович Садре́ев (род. 25 апреля 1985, Калинин) — российский журналист, редактор, режиссер документального кино. Креативный продюсер студии «Амурские волны», главный редактор интернет-газеты «The Village» (2011—2014) и российской версии журнала «Esquire» (2014—2016).

## Биография
В 2007 году окончил факультет журналистики МГУ.
В 2007—2008 годах работал редактором в журнале «Большой город».
В 2008—2010 годах был шеф-редактором российской версии мужского журнала FHM.
В 2010 году работал редактором специальных проектов журнала «Сноб».
В 2010—2011 годах был шеф-редактором программы «Центральное телевидение» на телеканале НТВ.
В 2011—2014 годах являлся главным редактором интернет-газеты «The Village».
В 2014—2016 годах являлся главным редактором российской версии журнала «Esquire» (сейчас «Правила жизни»).
С 2016 по 2017 год — директор по продукту телеканала РБК. Проработал на телеканале вплоть до перехода холдинга РБК под контроль Григория Берёзкина.
С 2017 года — креативный продюсер студии документальных фильмов «Амурские волны», основанной совместно с ушедшими из РБК журналистами Александром Уржановым и Родионом Чепелем.
13 апреля 2023 года берлинская студия Narra и кооператив независимых журналистов «Берег» выпустили документальный фильм Игоря Садреева «Белое пальто» — первую биографию Валерии Новодворской. Премьера картины состоялась на ютьюб-канале издания «Медуза».
В ноябре 2024 года получил приз за «лучший российский фильм года на еврейскую тему» на 9-м Московском еврейском кинофестивале — за работу над документальным фильмом «Найди еврея».
11 февраля 2025 года берлинская студия Narra выпустила документальный фильм Игоря Садреева и Александра Уржанова «Becoming Navalny: Putin's Public Enemy No. 1», который доступен на телеканале Arte.
В марте 2025 года награжден призом за лучшую режиссуру на фестивале «Артдокфест» за фильм «Ради чего я плыл против течения» о советском социологе и сексологе Игоре Коне.